# Thống kê giải vô địch bóng đá thế giới 2010
Thống kê các con số của giải vô địch bóng đá thế giới lần thứ 19 diễn ra năm 2010 tại Nam Phi

## Cầu thủ ghi bàn
5 bàn thắng
| - David Villa - Thomas Müller | - Wesley Sneijder | - Diego Forlán |

4 bàn thắng
| - Gonzalo Higuaín | - Róbert Vittek | - Miroslav Klose |

3 bàn
| - Luís Fabiano - Asamoah Gyan | - Landon Donovan | - Luis Suárez |

2 bàn
| - Carlos Tévez - Brett Holman - Elano - Robinho - Samuel Eto'o | - Lukas Podolski - Honda Keisuke - Lee Chung-yong - Lee Jung-soo - Javier Hernández | - Arjen Robben - Kalu Uche - Tiago - Andrés Iniesta |

1 bàn
| - Martín Demichelis - Gabriel Heinze - Martín Palermo - Tim Cahill - Juan - Maicon - Jean Beausejour - Mark González - Rodrigo Millar - Didier Drogba - Salomon Kalou - Romaric - Yaya Touré - Nicklas Bendtner - Dennis Rommedahl - Jon Dahl Tomasson - Jermain Defoe - Steven Gerrard - Matthew Upson - Florent Malouda - Arne Friedrich - Cacau - Marcell Jansen - Sami Khedira | - Mesut Özil - Kevin-Prince Boateng - Sulley Muntari - Dimitrios Salpigidis - Vasilis Torosidis - Daniele De Rossi - Antonio Di Natale - Vincenzo Iaquinta - Fabio Quagliarella - Endō Yasuhito - Okazaki Shinji - Ji Yun-Nam - Park Chu-young - Park Ji-sung - Cuauhtémoc Blanco - Rafael Márquez - Dirk Kuyt - Giovanni van Bronckhorst - Klaas-Jan Huntelaar - Robin van Persie - Winston Reid - Shane Smeltz - Yakubu Aiyegbeni - Antolín Alcaraz | - Cristian Riveros - Enrique Vera - Hugo Almeida - Liédson - Raul Meireles - Cristiano Ronaldo - Simão - Milan Jovanović - Marko Pantelić - Kamil Kopúnek - Valter Birsa - Robert Koren - Zlatan Ljubijankič - Bongani Khumalo - Katlego Mphela - Siphiwe Tshabalala - Carles Puyol - Gelson Fernandes - Michael Bradley - Clint Dempsey - Edinson Cavani - Álvaro Pereira - Maximiliano Pereira |

Phản lưới nhà
- Daniel Agger (trận Hà Lan-Đan Mạch)
- Park Chu-young (trận Argentina-Hàn Quốc)

## Bàn thắng
- Tổng số bàn thắng ghi được: 145
- Số bàn thắng mỗi trận đấu: 2,27
- Số hat-trick ghi được: 1
- Số quả phạt đền/số thành công: 15/9
- Đội ghi được nhiều bàn thắng nhất:  Đức 16
- Các cầu thủ ghi được nhiều bàn thắng nhất: có bốn người cùng ghi được 5 bàn (David Villa, Thomas Müller, Wesley Sneijder và Diego Forlán)
- Các cầu thủ có đường chuyền hữu hiệu nhất: Mesut Özil, Dirk Kuyt, Kaka, Bastian Schweinsteiger, Thomas Müller đều có 3 đường chuyền tạo bàn thắng.
- Cầu thủ có bàn thắng và đường chuyền tạo bàn thắng nhiều nhất: Thomas Müller 8
- Các đội tuyển có số bàn thắng ghi được ít nhất:  Algérie và  Honduras đều ghi được 0 bàn thắng
- Đội tuyển thủng lưới ít nhất:  Bồ Đào Nha, với 1 bàn.
- Đội tuyển thủng lưới nhiều nhất:  CHDCND Triều Tiên với 12 bàn

## Bảng xếp hạng các đội tuyển
Ngay sau trận chung kết, FIFA đã đưa ra bảng xếp hạng các đội tuyển của giải 2010 như sau
1. Tây Ban Nha:
2. Hà Lan:
3. Đức:
4. Uruguay:
5. Argentina:
6. Brasil:
7. Ghana:
8. Paraguay:
9. Nhật Bản:
10. Chile:
11. Bồ Đào Nha:
12. Hoa Kỳ:
13. Anh:
14. México:
15. Hàn Quốc:
16. Slovakia:
17. Bờ Biển Ngà:
18. Slovenia:
19. Thụy Sĩ:
20. Nam Phi:
21. Úc:
22. New Zealand:
23. Serbia:
24. Đan Mạch:
25. Hy Lạp:
26. Ý:
27. Nigeria:
28. Algérie:
29. Pháp:
30. Honduras:
31. Cameroon:
32. CHDCND Triều Tiên: